# NGC 7479
NGC 7479，也稱為科德韋爾44，是位於飛馬座，距離大約1億500萬光年的一個棒渦星系。它是威廉·赫歇爾在1784年發現的，超新星SN 1990U和SN 2009if都出現在NGC 7479。NGC 7479也被辨識出是一個西佛星系，在核心和外面的旋臂都有星爆活動。偏振光的研究顯示這個星系剛經歷一次小型的合併，是唯一發出連續無線電波的星系，並且旋臂開口的方向和光學臂的方向相反。

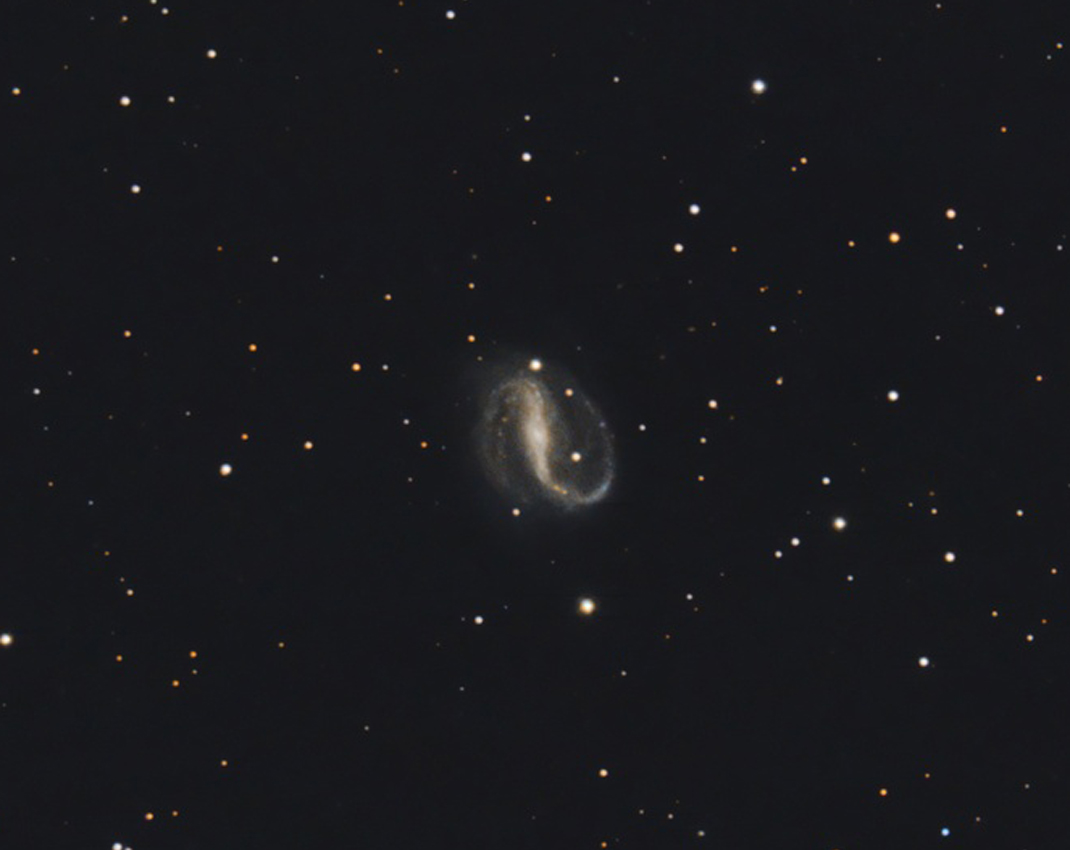
業餘望遠鏡拍攝的NGC 7479。

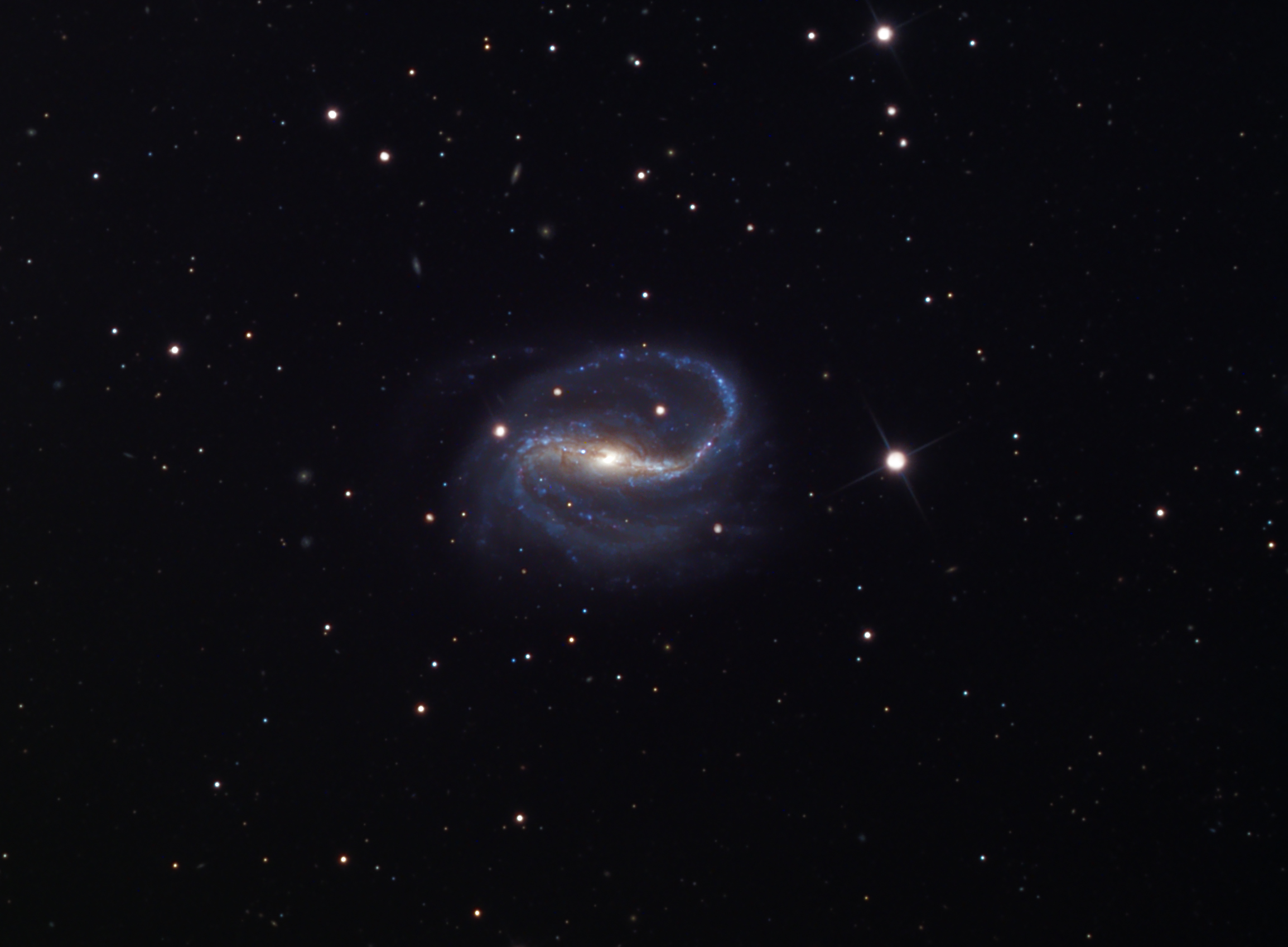
NGC 7479 24 inch Schulman Foundation telescope on Mt. Lemmon, AZ. Courtesy of Joseph D. Schulman.

## 外部連結
- WikiSky上关于NGC 7479的内容：DSS2, SDSS, GALEX, IRAS, 氢α, X射线, 天文照片, 天图, 文章和图片